# تنگ (بدخشان)
تنگ (به لاتین: Tang) یک منطقهٔ مسکونی در افغانستان است که در ولایت بدخشان واقع شده‌است.